# 1840 na música

## Nascimentos
| Data           | Nome                     | Profissão                        | Nacionalidade | Observações | Ref |
| -------------- | ------------------------ | -------------------------------- | ------------- | ----------- | --- |
| 7 de Maio      | Pyotr Ilyich Tchaikovsky | compositor                       | Rússia        | m. 1893     |     |
| 30 de Setembro | Johan Svendsen           | compositor, maestro e violinista | Noruega       | m. 1911     |     |

## Mortes
| Data       | Nome             | Profissão               | Nacionalidade | Observações | Ref |
| ---------- | ---------------- | ----------------------- | ------------- | ----------- | --- |
| 27 de Maio | Niccolò Paganini | compositor e violinista | Itália        | n. 1782     |     |